# Mirafra microptera
A Mirafra microptera a madarak osztályának verébalakúak (Passeriformes) rendjébe, ezen belül a pacsirtafélék (Alaudidae) családjába tartozó faj.

## Rendszerezése
A fajt Allan Octavian Hume brit ornitológus írta le 1873-ban. Szerepelt az asszámi bokorpacsirta (Mirafra assamica) alfajaként Mirafra assamica microptera néven is.

## Előfordulása
Mianmar területeken honos. Természetes élőhelyei a szubtrópusi és trópusi gyepek és cserjések, valamint legelők és szántóföldek. Állandó, nem vonuló faj.

## Megjelenése
Testhossza 15 centiméter.

## Természetvédelmi helyzete
Az elterjedési területe nagyon nagy, egyedszáma pedig stabil. A Természetvédelmi Világszövetség Vörös listáján nem fenyegetett fajként szerepel.